# 조르당 바르델라
조르단 바르델라 (프랑스어: [ʒɔʁdan baʁdɛla]; 1995년 9월 13일~)은 프랑스의 정치인이다. 유럽의회 의원이다.

## 학력
- 소르본 대학교 지리학 학사

## 생애
2017년부터 2019년까지 프랑스 극우정당인 국민연합(RN) 당 대변인을 역임했고, 2021년 9월부터 2022년 11월까진 당 대표 대행, 2019년부터 2022년까지 부대표를 역임했다. 2022년부턴 마린 르펜의 뒤를 이어 젊은 나이에 당 대표를 맡게 된다.
그 외 2019년부터 유럽의회(MEP) 의원직을 역임했으며, 2015년부터 일드프랑스 지역 의원으로 활동하고 있다.
2018년부터 2021년까지 GN의 회장을 역임했다.